# Castello di Křivoklát

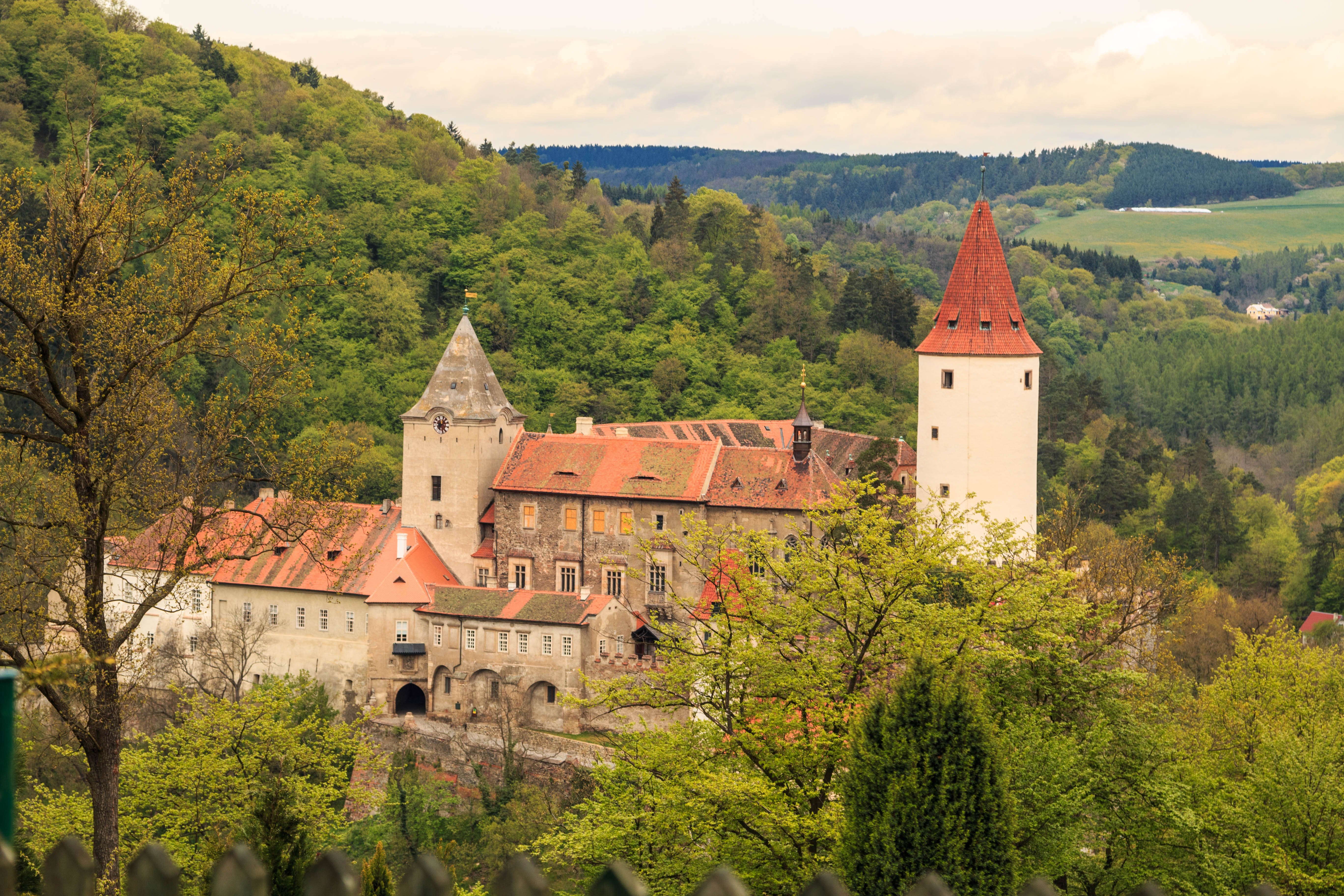
Il castello di Křivoklát

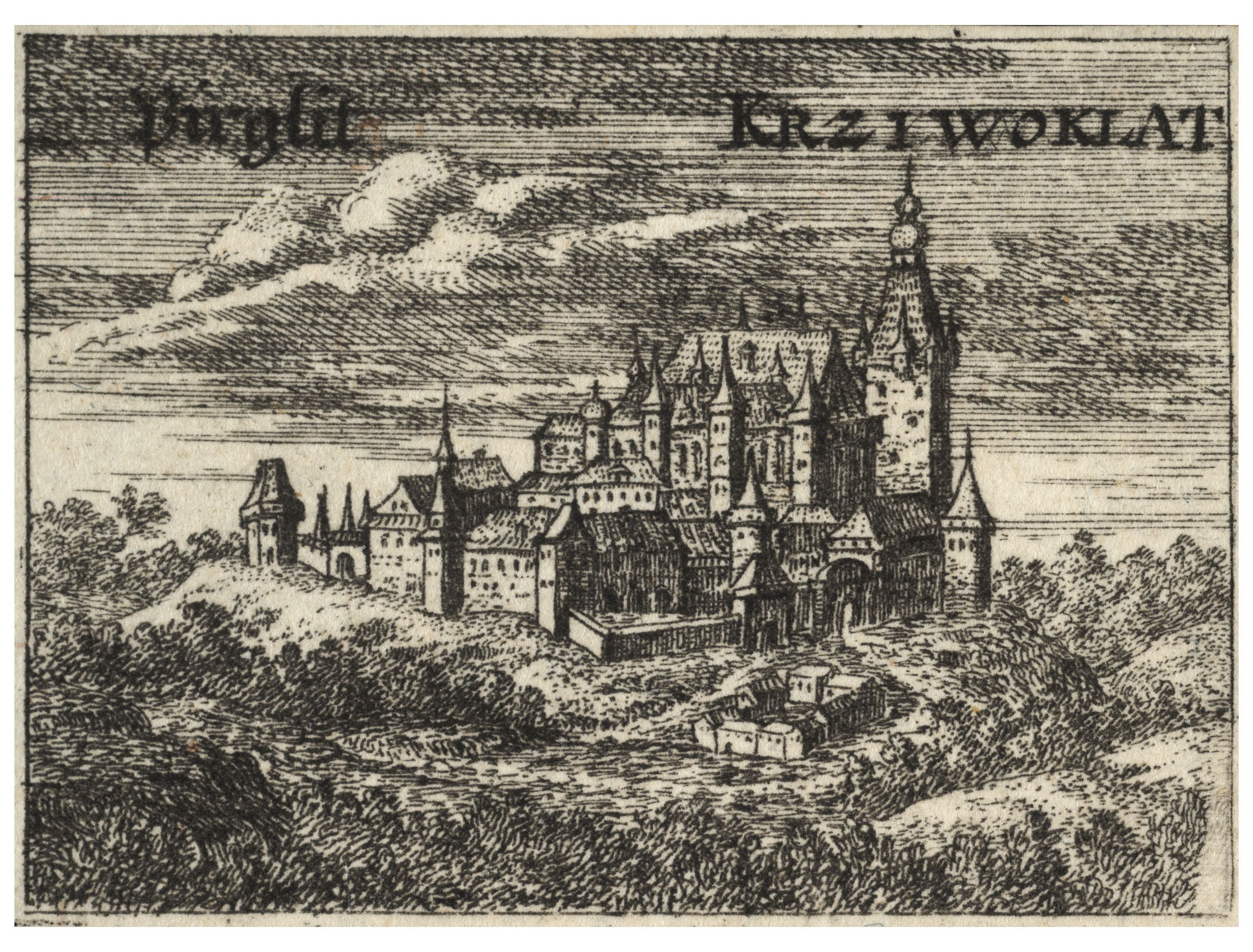
Il castello in una incisione di Vacláv Hollar (XVII secolo)

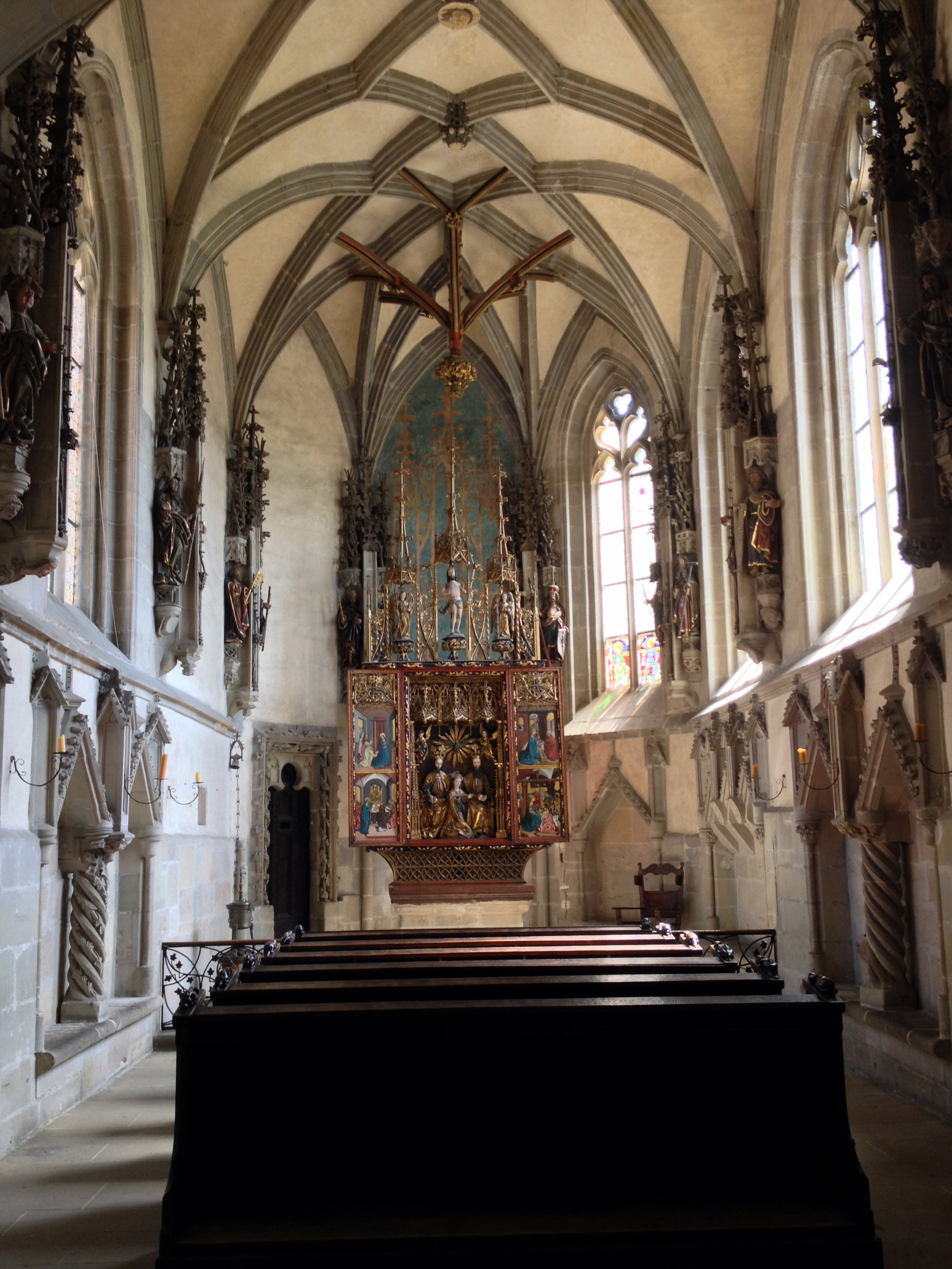
L'interno della cappella (dedicata alla Incoronazione della Vergine)

Il castello di Křivoklát è situato nell'omonima città in Boemia Centrale, regione della Repubblica Ceca, a 54 chilometri a ovest dalla capitale Praga.
La città di Křivoklát fu fondata nel XII secolo, per ordine di Venceslao I di Boemia. Durante il regno di Ottocaro II, nel XIII secolo, fu costruito il primo castello, ricostruito nello stesso secolo da Ladislao II.
La fortezza fu ricostruita quasi del tutto dal re Vladislav Jagellone e dal suo successore Ludovico Jagellone negli anni 1493-1522.
Dopo gli incendi del 1597 e del 1643 il castello perse la sua importanza come residenza reale.
Il castello fu poi raso al suolo da un altro incendio nel 1826. Dopo quest'ultima distruzione, all'inizio del XX secolo, il castello fu ricostruito dalla famiglia Fürstenberg negli anni 1882-1938, e ancora dopo il 1945.
Oggi il castello di Křivoklát è sede di un museo, nel quale sono conservati dipinti e sculture del XV e XVI secolo, le argenterie storiche, e antichi mobili intagliati.  Gli interni storico comprendono la Sala dei Cavalieri, la Sala Reale, la cappella, la biblioteca, e la galleria con i ritratti della famiglia Fürstenberg.